# Gratien Gélinas

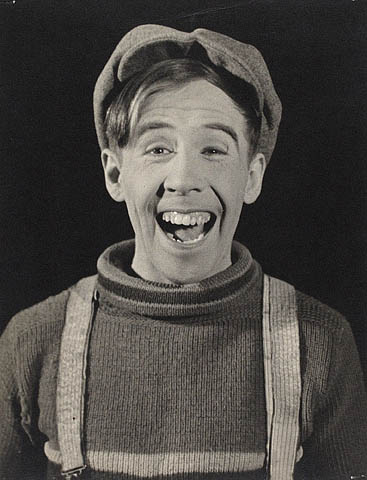
Gélinas um 1938 als Fridolin

Gratien Gélinas, CC (* 8. Dezember 1909 in Saint-Tite, Québec, Kanada; † 16. März 1999 in Deux-Montagnes, Québec, Kanada) war ein kanadischer Film- und Theaterschauspieler, Regisseur sowie Autor.

## Leben und Werk
In jungen Jahren war Gélinas als Schauspieler tätig, bis er seine Leidenschaft als Regisseur und Autor entdeckte. Bekannt wurde er vor allem mit dem Filmdrama Agnes – Engel im Feuer.
Gratien Gélinas gilt als Begründer des modernen kanadischen Theaters und Filmes.
In seinen letzten Jahren was er Autor, Schauspieler, Produzent und Vertreiber der von ihm inszenierten Theaterstücke.

## Filmografie
- 1945: Fridolinons
- 1947: Métropole
- 1953: La famille Plouffe
- 1953: Tit Coq
- 1958: First Performance (Fernsehserie, 1 Folge)
- 1970: Red
- 1974: Grenzfälle – Es geschah übermorgen (Aux frontières du possible) (Fernsehserie, 1 Folge)
- 1980: Cordélia
- 1982: Peau de banane  (Fernsehserie)
- 1985: Agnes – Engel im Feuer (Agnes of God)
- 1988: Les tisserands du pouvoir (Fernsehserie)
- 1988: Les tisserands du pouvoir II: La Révolte

### Regisseur
- 1953: Tit Coq

### Drehbuchautor
- 1953: Tit Coq

### Produzent
- 1953: Tit Coq